# کارمه الیاس
کارمه الیاس (اسپانیایی: Carme Elías‎؛ زادهٔ ۱۴ ژانویهٔ ۱۹۵۱) بازیگر اهل اسپانیا است. وی از سال ۱۹۷۵ میلادی تاکنون مشغول فعالیت بوده‌است.
از فیلم‌ها یا برنامه‌های تلویزیونی که وی در آنها نقش داشته‌است می‌توان به کامینو، گل اسرار من، آنکه برایت خواهد خواند، در ستایش زنان مسن و می‌خواهمت' اشاره کرد.

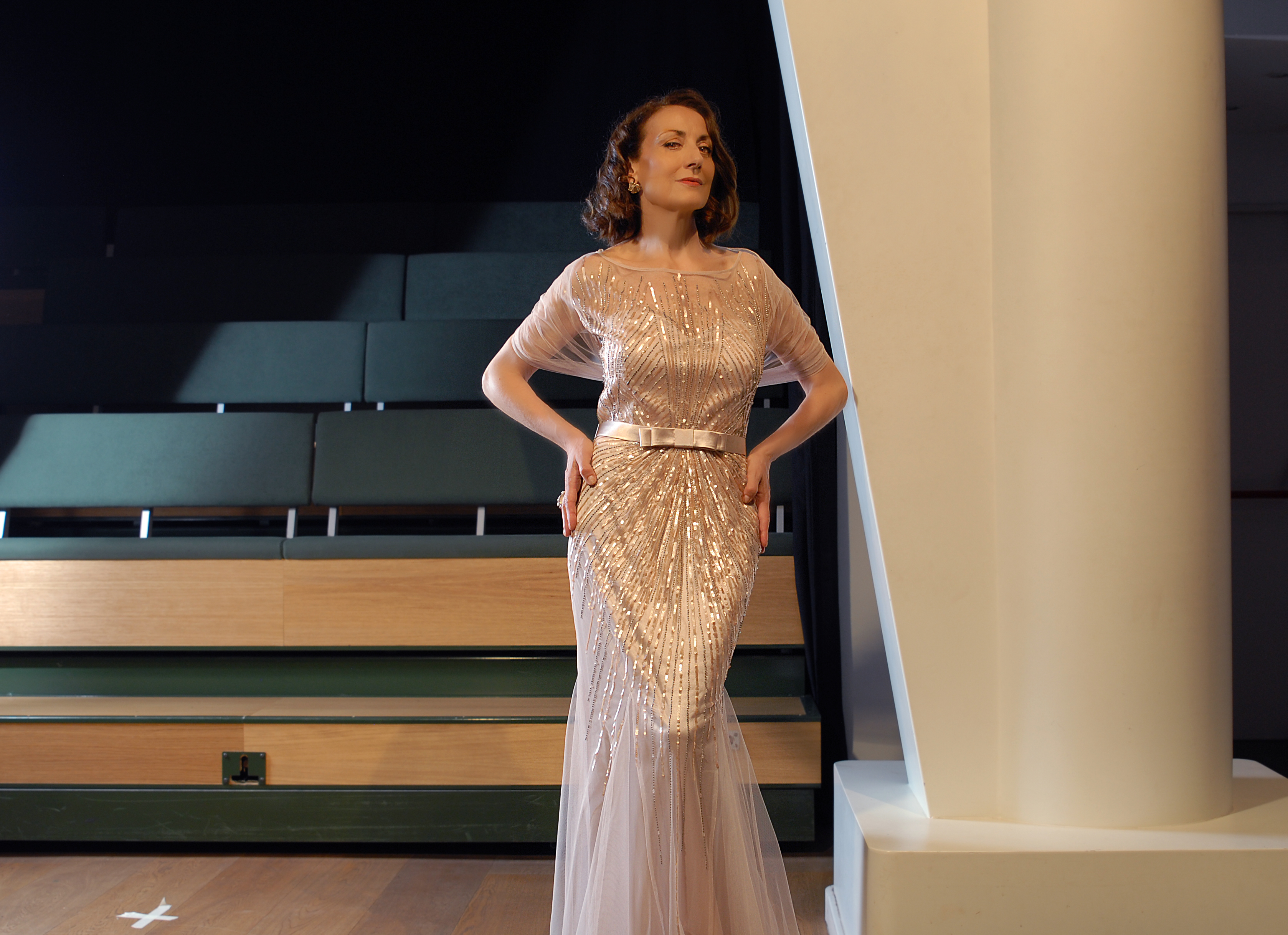